# Sáo (nhạc cụ)

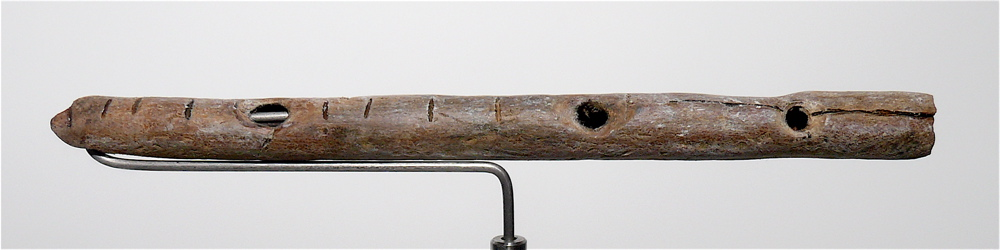
Cây sáo làm từ xương động vật thời kỳ đồ đá. Đây được xem như phát minh đầu tiên của loài người dùng xương động vật chế tác thành nhạc cụ

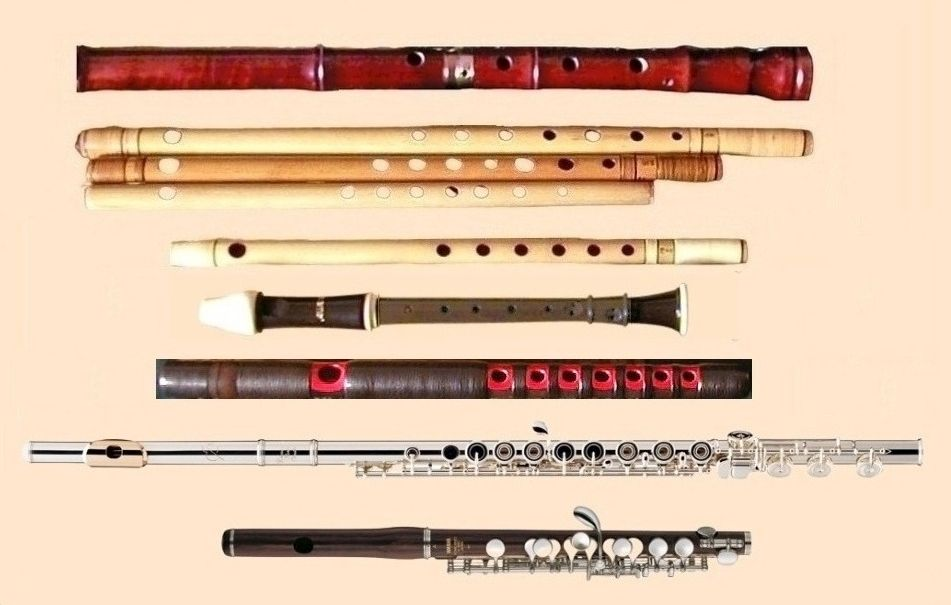
Hình ảnh của một số loại Sáo

Mỗi loại sáo có tông riêng nên người diễn thường chọn loại sáo làm sao để phù hợp với bài bản. Một số sáo cải tiến được khoét thêm một số lỗ bấm phụ trên thân sáo, giúp việc diễn tấu các nốt thăng/giáng dễ dàng.
Nhìn chung sáo ngang thường làm bằng ống trúc, ống nứa hoặc ống rùng, thỉnh thoảng người ta tạo ra loại sáo bằng kim loại hoặc bằng gỗ đều sử dụng tốt. Về cơ bản, sáo ngang có 1 lỗ thổi nằm cùng hàng với 6 lỗ bấm. Ngoài ra còn 1 lỗ dán màng hoặc lưỡi gà đồng (sáo Trung Quốc), lỗ âm cơ bản và những lỗ để buộc dây treo hay tua trang trí.
Lỗ âm cơ bản là lỗ khoét cuối ống, quyết định âm trầm nhất khi ta bịt kín tất cả những lỗ bấm. Âm trầm này dùng để xác định tên gọi của loại sáo. Tuy nhiên, có những cây sáo không có lỗ âm cơ bản nếu chúng bị cắt cụt ngay chỗ đó. Để xác định tên gọi người ta căn cứ vào đầu lỗ của ống sáo và cho đó là lỗ âm cơ bản. Tuỳ vào từng loại sáo, lỗ âm này có thể có hoặc không.
Thông thường sáo ngang có âm vực rộng 2 quãng tám. Dù sáo âm thấp hay cao đều có âm sắc trong sáng, tươi tắn, gợi nhớ khung cảnh đồng quê. Tuy nhiên người ta có thể sử dụng chúng để diễn tả những giai điệu buồn man mác.
Về cách thổi nghệ sĩ thường sử dụng kỹ thuật rung, đánh lưỡi (đơn, kép và tam) hoặc phi (một cách rung lưỡi cổ truyền). Ngoài ra còn cách nhấn hơi, luyến hơi, vuốt hơi, âm bội và ngón vỗ...

## Lịch sử
Cây sáo cổ nhất từng được phát hiện có thể là một mảnh xương đùi gấu hoang, có hai đến bốn lỗ, được tìm thấy tại Divje Babe ở Slovenia và có niên đại khoảng 43.000 năm trước. Tuy nhiên, ý kiến này bị tranh cãi. Năm 2008, một cây sáo khác có niên đại ít nhất 35.000 năm trước đã được phát hiện trong hang Hohle Fels gần Ulm, Đức. Sáo năm góc có ống ngậm hình chữ V và được làm từ xương cánh kền kền. Các nhà nghiên cứu liên quan đến khám phá đã chính thức công bố phát hiện của họ trên tạp chí Nature tháng 8 năm 2009. Đây từng là phát hiện về nhạc cụ lâu đời nhất được xác nhận  trong lịch sử, cho đến khi một cây sáo được tìm thấy trong hang Geißenklösterle cho thấy thậm chí còn lâu đời hơn với độ tuổi từ 42.000 đến 43.000 năm.
Sáo, một trong nhiều loại được tìm thấy, được tìm thấy trong hang Hohle Fels bên cạnh Sao Kim của Hohle Fels và một khoảng cách ngắn từ chạm khắc con người lâu đời nhất được biết đến. Khi công bố phát hiện này, các nhà khoa học cho rằng "những phát hiện đã chứng minh sự hiện diện của một truyền thống âm nhạc được thiết lập tốt vào thời điểm con người hiện đại xâm chiếm châu Âu". Các nhà khoa học cũng cho rằng việc phát hiện ra cây sáo có thể giúp giải thích "khoảng cách nhận thức và hành vi có thể xảy ra giữa" người Neanderthal và người hiện đại ban đầu.
Một loại sáo ba lỗ, dài 18,7 cm, được làm từ ngà voi (từ Geißenklösterle hang, gần Ulm, ở phía nam Đức Swabian Alb và ghi ngày tháng đến 30.000 đến 37.000 năm trước) đã được phát hiện vào năm 2004, và hai sáo được làm từ xương thiên nga khai quật một thập kỷ trước đó (từ cùng một hang động ở Đức, có niên đại khoảng 36.000 năm trước) là một trong những nhạc cụ lâu đời nhất được biết đến.
Cốt địch (sáo xương) có thể chơi được, được làm từ xương cánh của hạc. Giai đoạn đầu tiên của Giả Hồ chỉ có hai loại sáo, là tứ cung và ngũ cung. Giai đoạn giữa của Giả Hồ, Trung Quốc xuất hiện một vài loại sáo, đáng chú ý là một cặp sáo lục cung. Một chiếc sáo trong cặp đã bị vỡ, và chiếc còn lại dường như là bản sao của chiếc đầu tiên, vì có những bằng chứng cho thấy nó được điều chỉnh để ứng với âm của các đầu tiên. Giai đoạn cuối có điểm cách tân là việc sử dụng sáo thất cung.

## Nguyên lí phát ra âm thanh
Khi ta thổi sáo, cột khí bên trong ống sáo bị dao động và phát ra âm thanh. Âm thanh đó cao (bổng) hay thấp (trầm) phụ thuộc vào khoảng cách từ miệng sáo tới lỗ mở mà ngón tay vừa nhấc lên.
*Lưu ý: thứ tự ngón được tính bắt đầu từ lỗ thổi (hiểu ngầm 0).
Sáu ngón tay bịt kín sáu lỗ, thổi nhẹ ra nốt Đô.
Mở tiếp ngón thứ sáu, thổi nhẹ ra nốt Rê.
Mở tiếp ngón thứ năm, thổi nhẹ ra nốt Mi.
Mở tiếp ngón thứ tư, thổi nhẹ ra nốt Fa.
Mở tiếp ngón thứ ba, thổi nhẹ ra nốt Sol.
Mở tiếp ngón thứ hai, thổi nhẹ ra nốt La.
Mở tiếp ngón cuối cùng, thổi nhẹ ra nốt Si.
Ngoài việc chơi sáo bằng miệng, một số người (như dân tộc hay người khuyết tật hay cả nghệ sĩ) còn chơi sáo bằng mũi, một điều vô cùng phi thường mà không phải ai cũng làm được.

## Các loại sáo

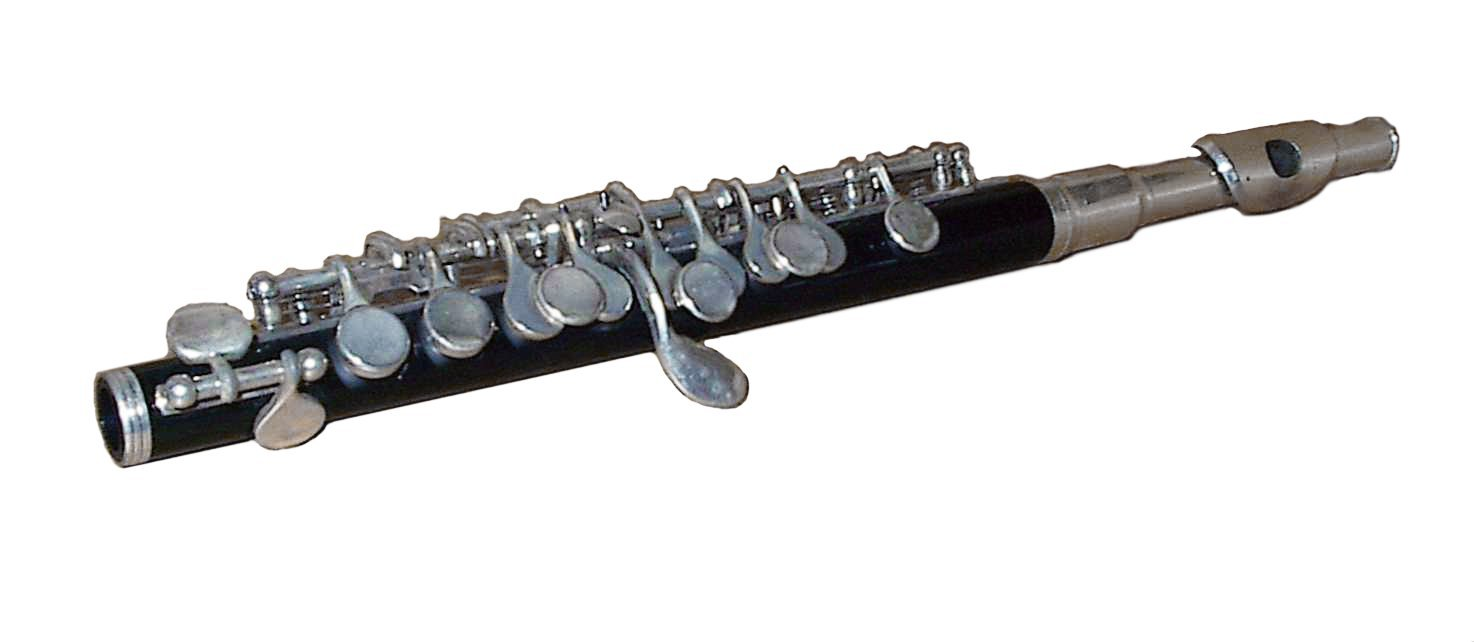
Piccolo, một loại sáo có xuất xứ từ Ý

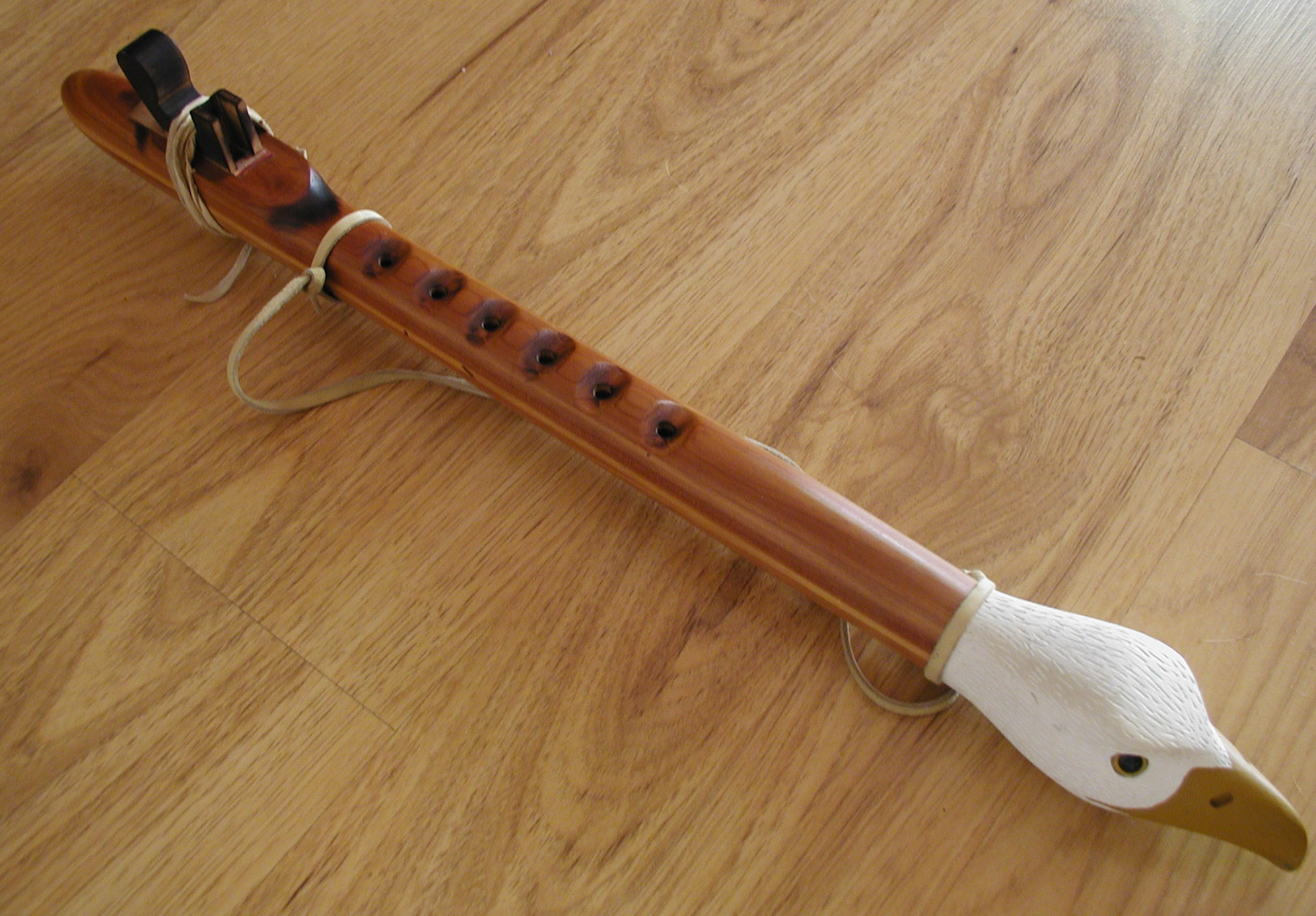
Sáo dọc của các dân tộc bản địa châu Mỹ

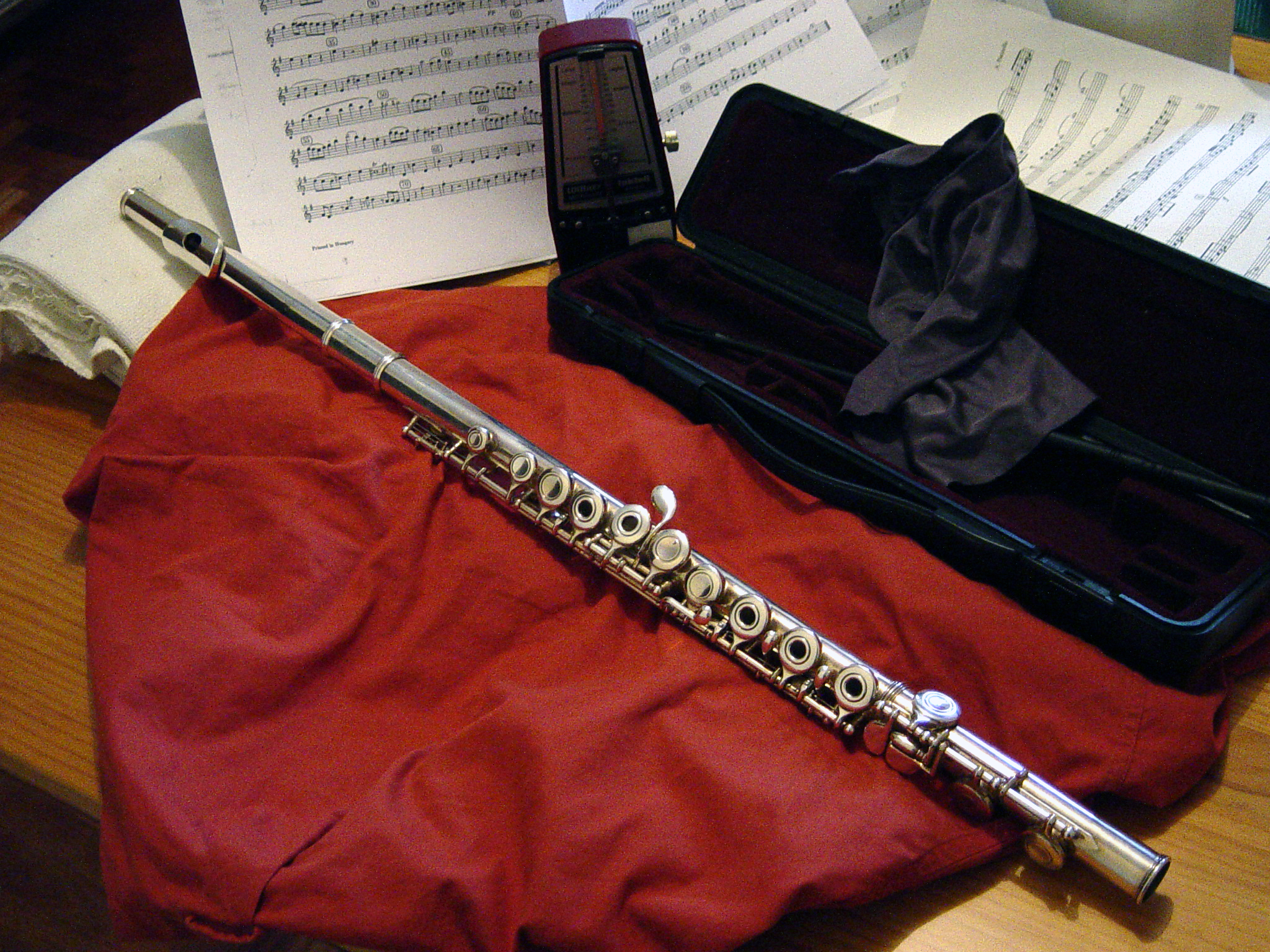
Sáo flute dùng trong hoà tấu của phương Tây, được ghép nối từ 3 đoạn.

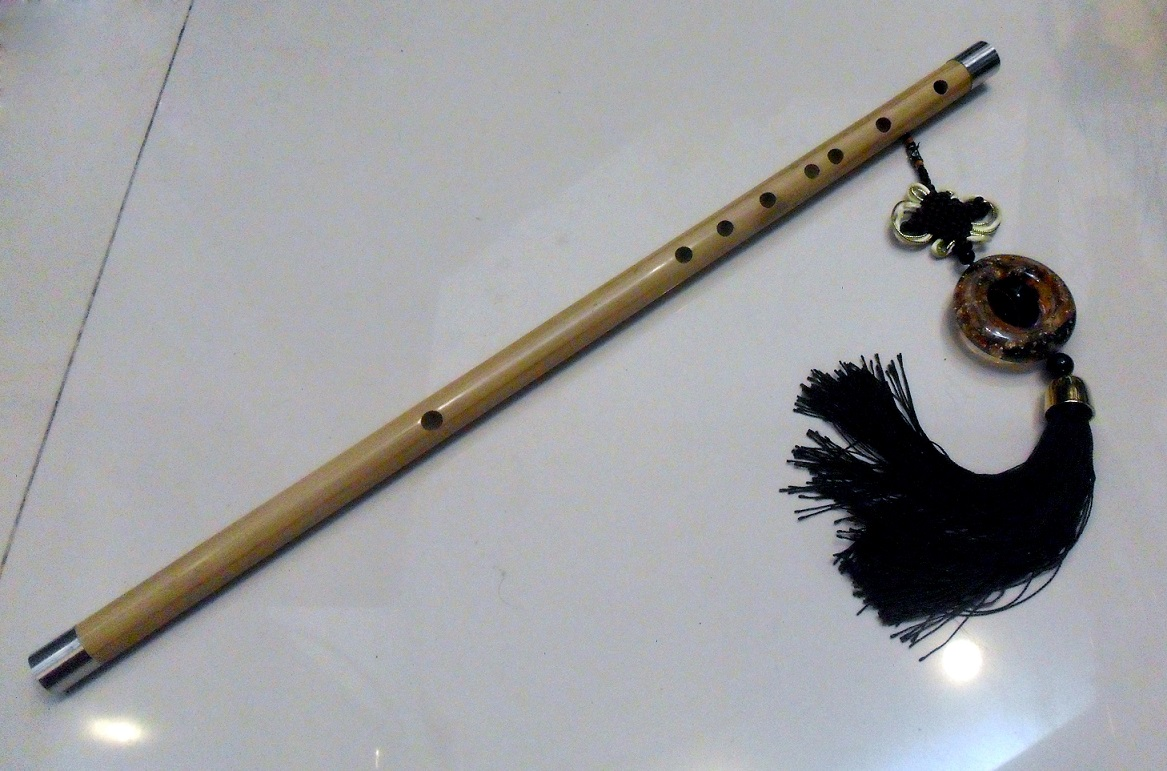
Cây sáo 6 lỗ truyền thống ở Việt Nam

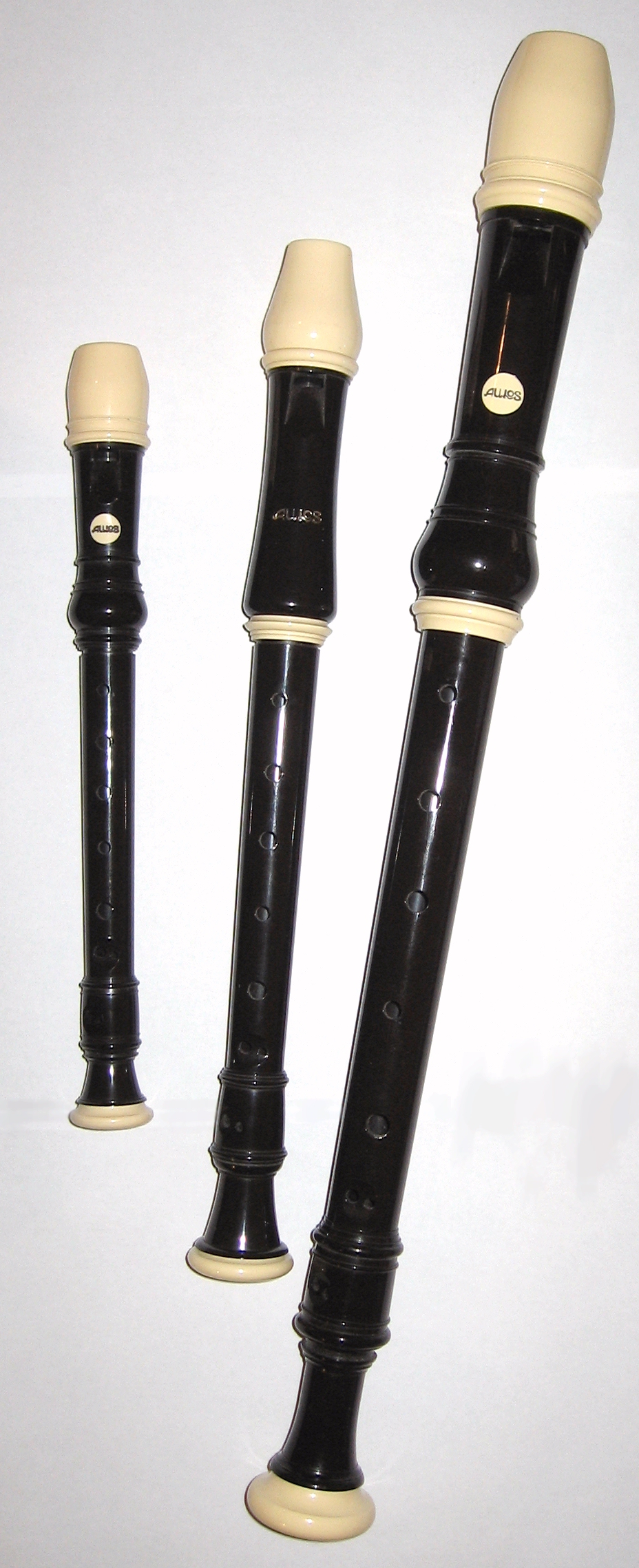
Sáo Recorder

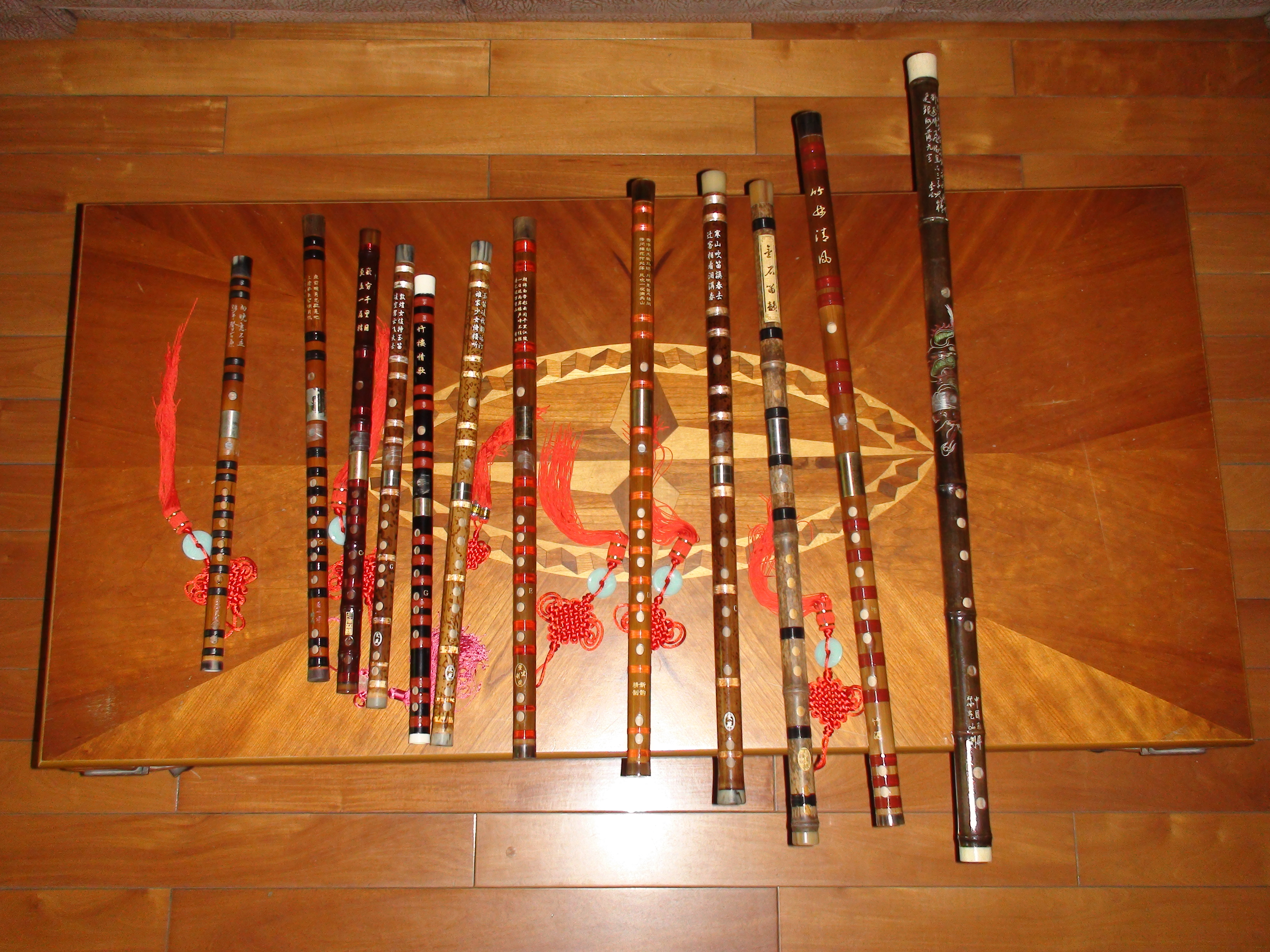
Các loại dizi khác nhau

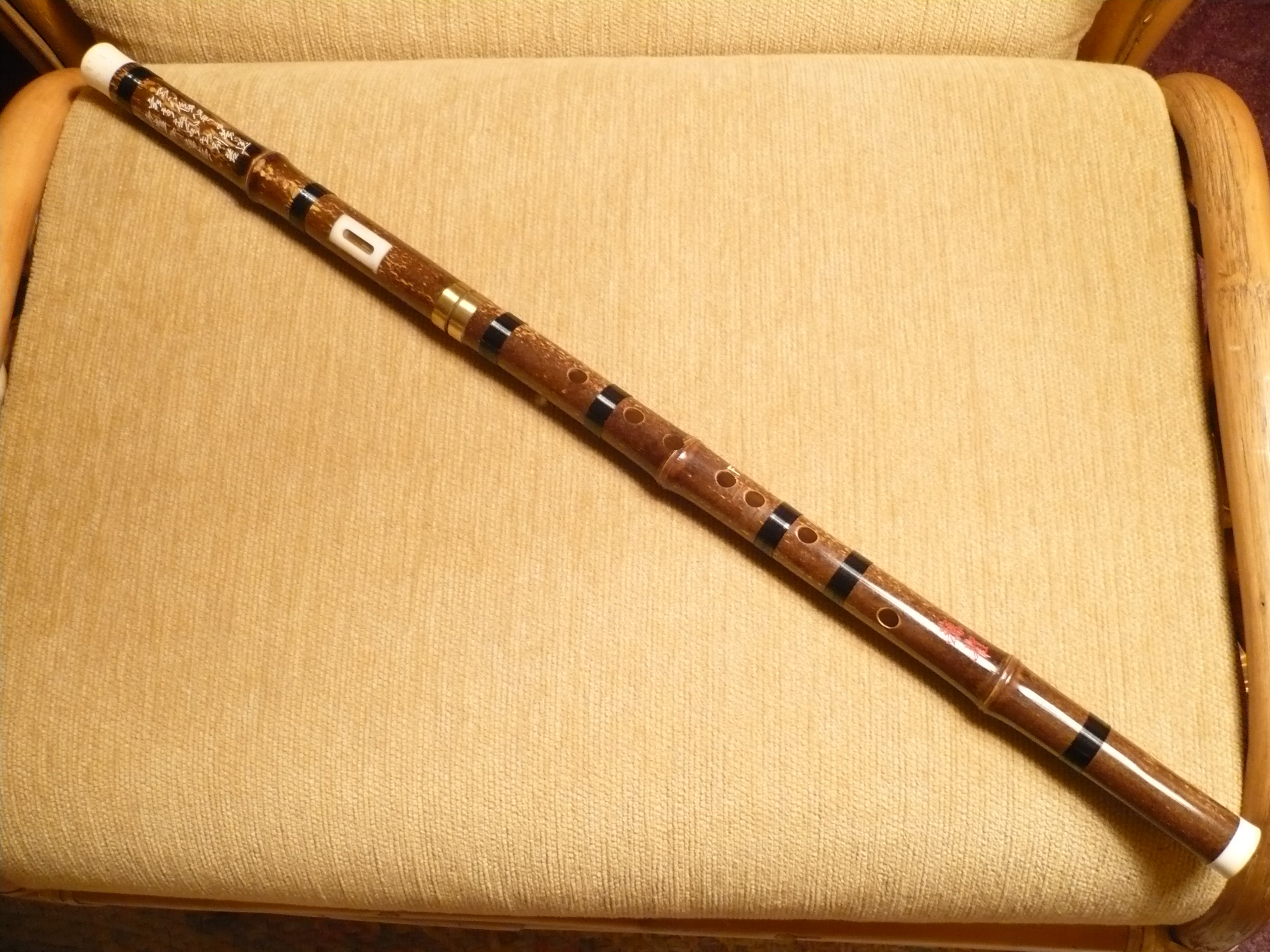
Một cây bawu tone F (sáo Mèo Trung Quốc)

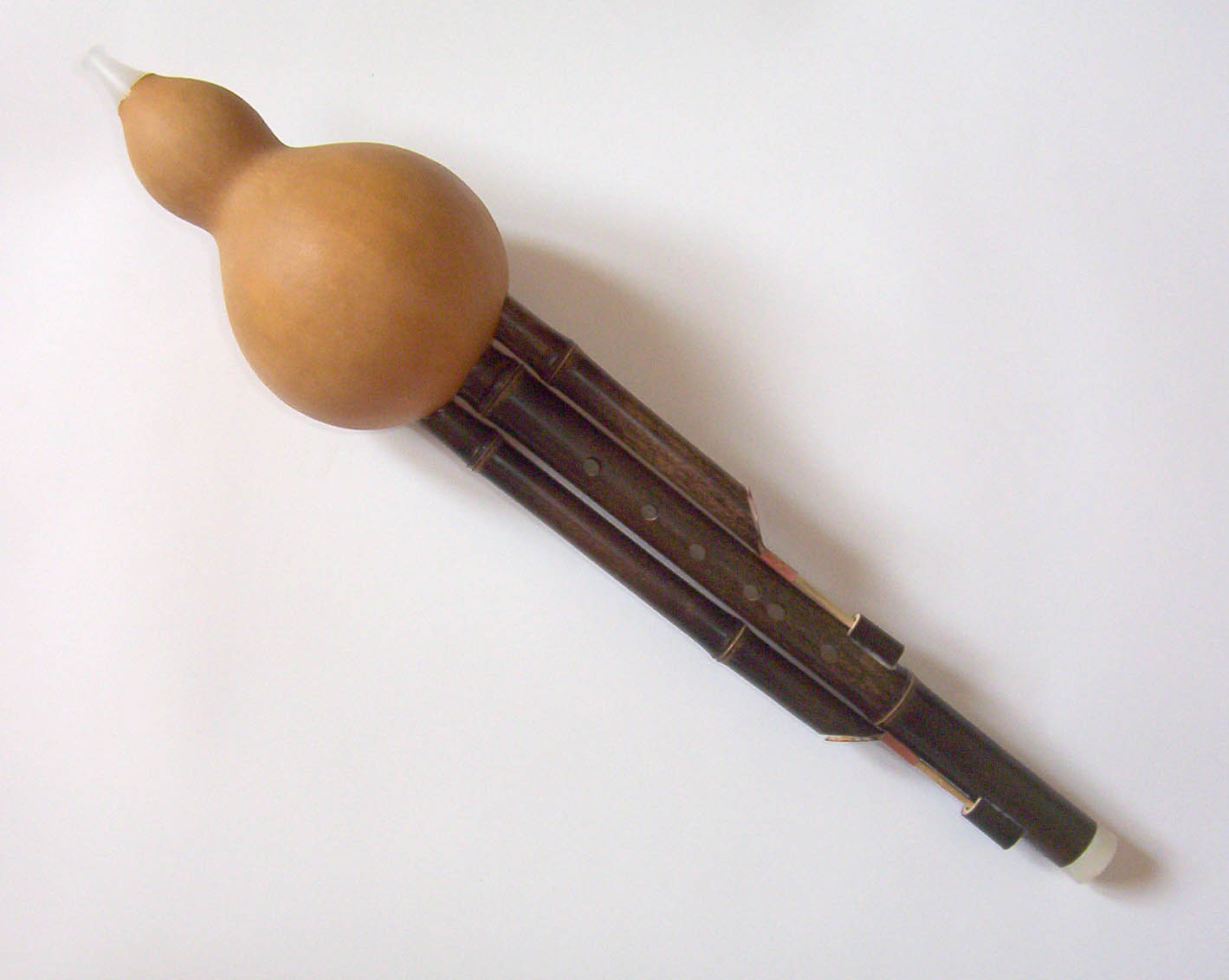
Sáo bầu- Hồ lô ty (Trung Quốc)

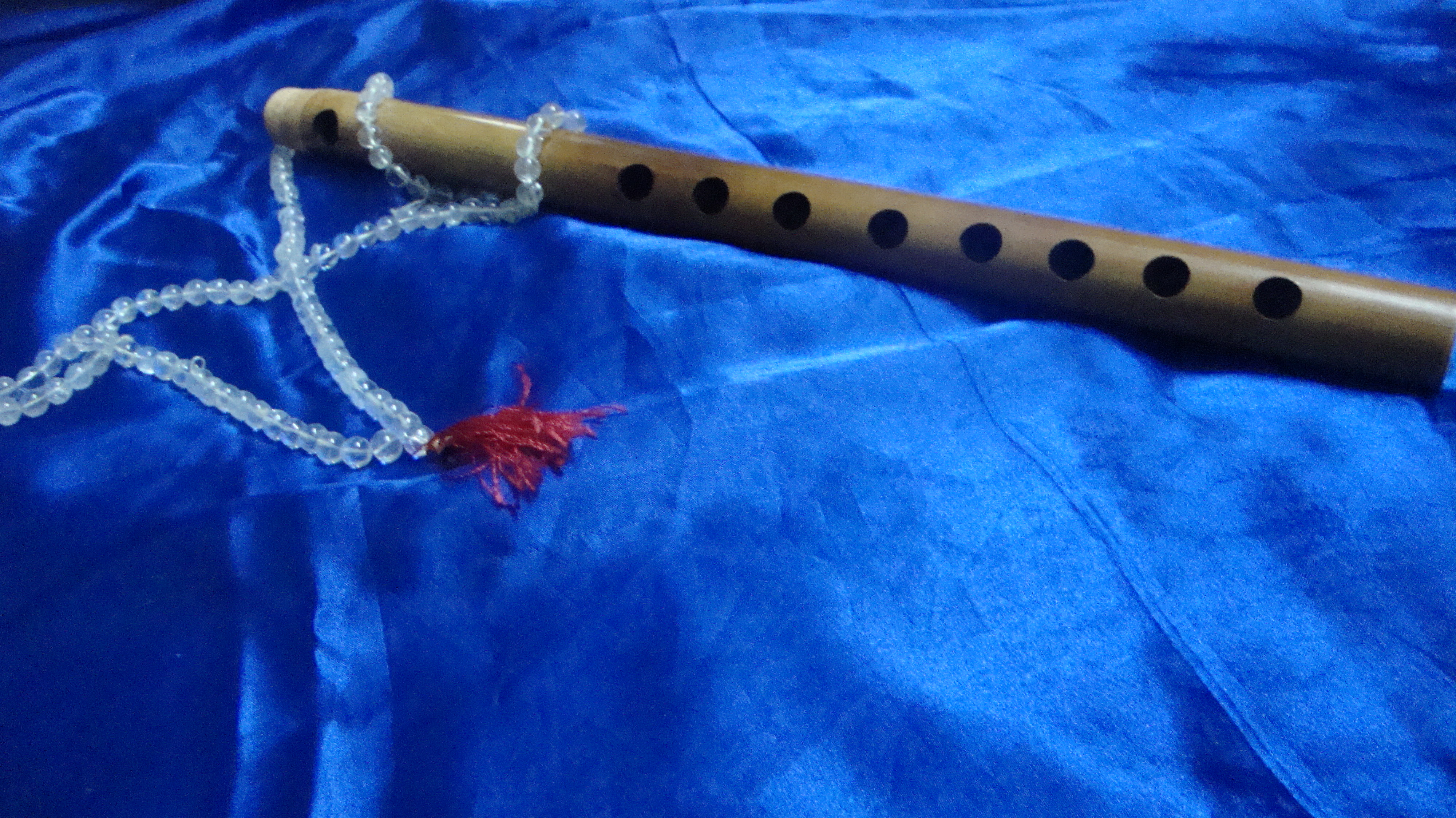
Bansuri - cây sáo 8 lỗ truyền thống của Ấn Độ

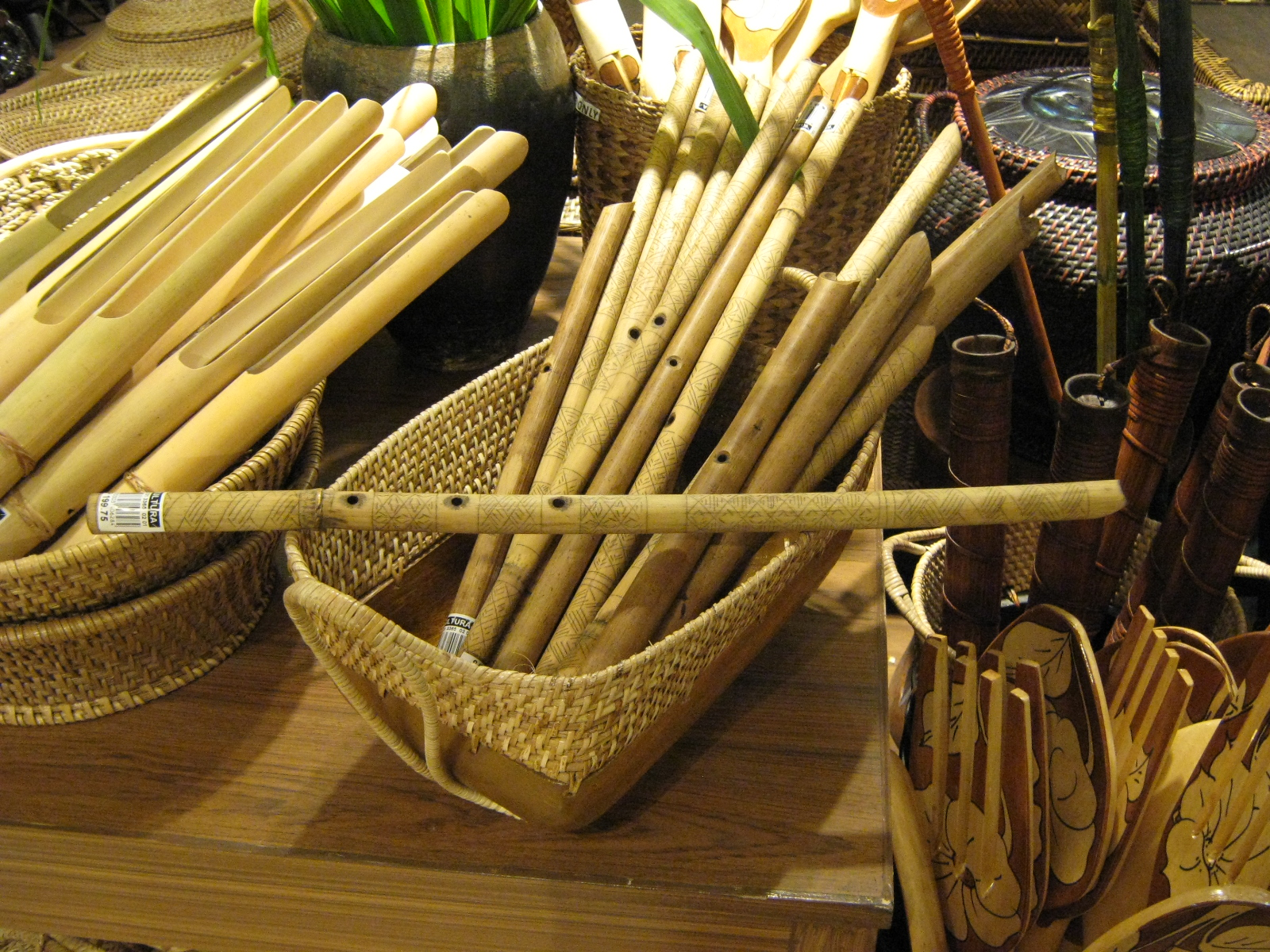
Sáo trúc 3 lỗ của Philippines (tumpong)

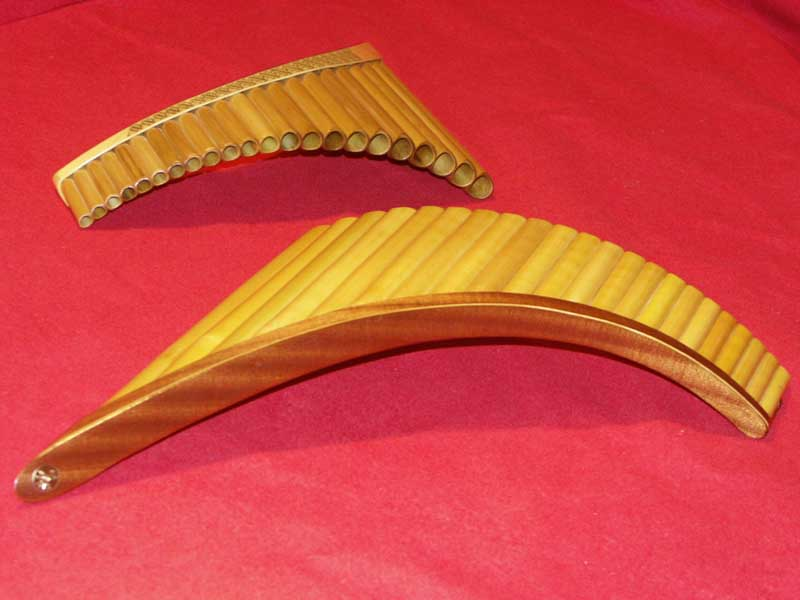
Sáo ống dạng cong

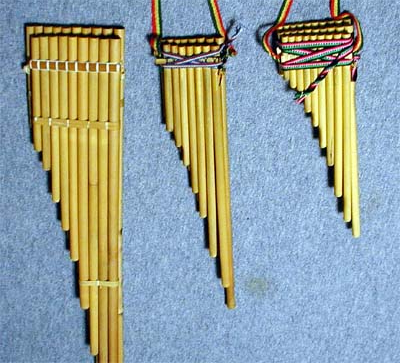
Sáo ống siku với ba loại kích cỡ khác nhau

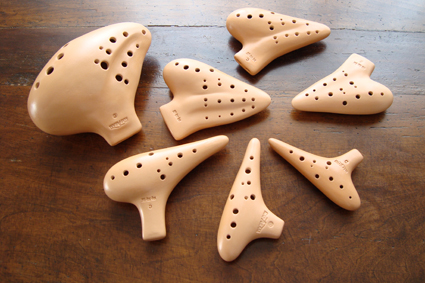
Một số ocarina

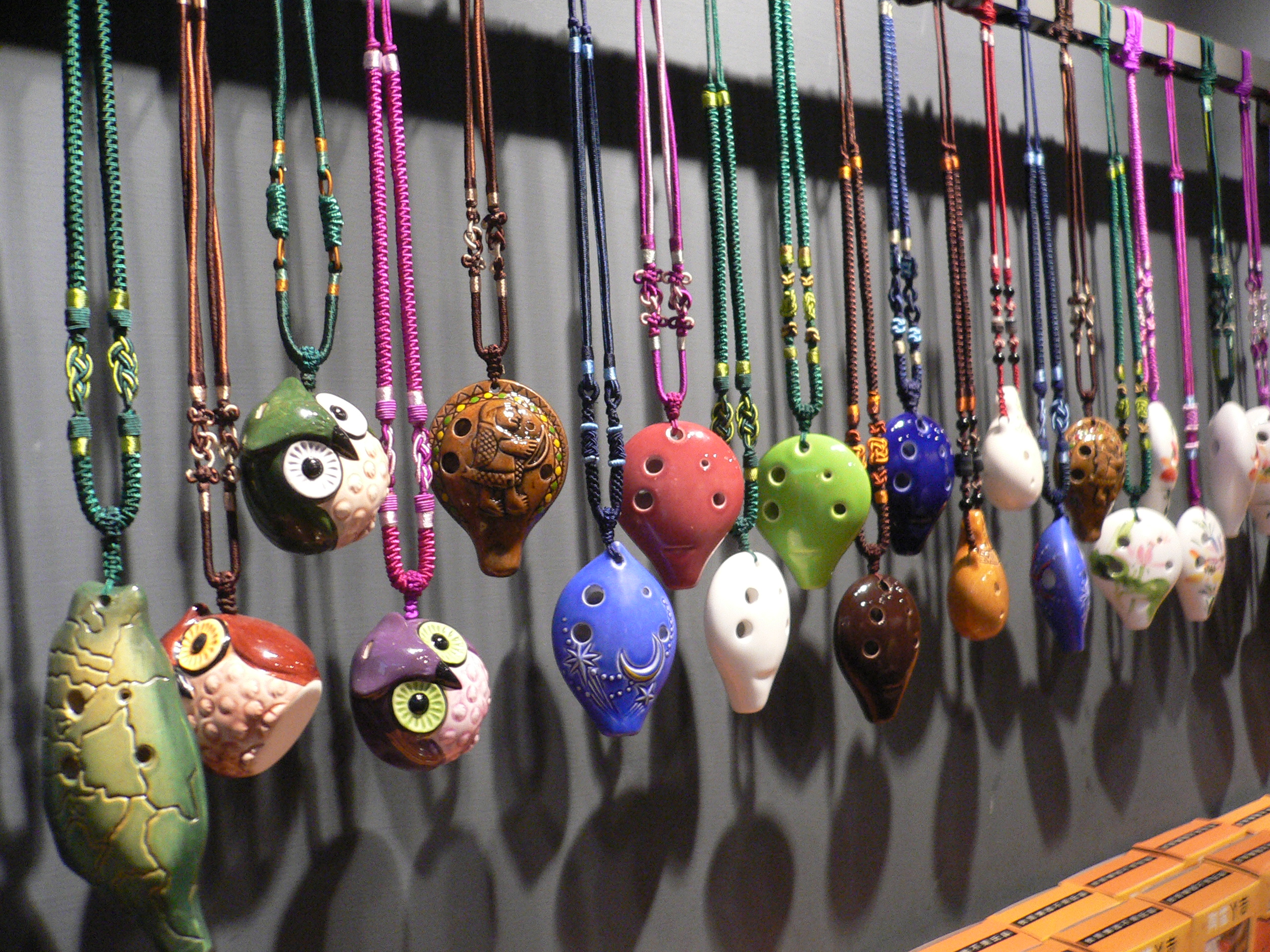
Ocarina Trung Quốc với hình bầu đặc trưng.

Dựa theo cách thổi, sáo có thể phân thành hai loại: sáo ngang hoặc sáo dọc. Mỗi loại đều rất phong phú về thể loại tuỳ theo quốc gia và khu vực. Tuy nhiên, phổ biến và đa dạng hơn vẫn là các loại sáo ngang.
Hiện nay, trên thế giới có một số loại sáo được thổi theo tư thế ngang với tên gọi như sau:
Piccolo: sáo nhỏ, có âm thanh rất cao.
Pipeau: sáo 6 lỗ đơn giản.
Syrinx: còn gọi là Sáo thần Păng hay sáo ống (pan flute), hình thức sáo ghép như khèn bè của các dân tộc Đông Nam Á.
Double flute: sáo đôi hay còn gọi là sáo kép, phải thổi hai cái một lúc.
Mirliton: sáo sậy trẻ con, đầu bịt vỏ mỏng của củ hành.
Galoubet: sáo có 3 lỗ.
Sáo ngang dùng trong dàn nhạc hiện nay có ba loại: sáo ngang tông Do (loại tiêu chuẩn), sáo ngang tông Re giáng (âm thanh cao hơn nốt viết ½ cung) và sáo ngang tông Mi giáng (âm thanh cao hơn nốt viết 1 cung ½). Sáo ngang tông Do được dùng trong dàn nhạc giao hưởng, hai loại sau thường dùng trong dàn kèn của Quân nhạc.
Về mặt kỹ thuật, sáo ngang là một thứ nhạc khí rất linh hoạt, chạy được tốc độ nhanh, đáp ứng nhiều lối viết nhạc khác nhau. Dùng sáo ngang rất tốn hơi, nên câu nhạc thường không viết quá dài và phải chú ý dành chỗ lấy hơi.
Nhóm nhạc cụ này còn có piccolo flute, alto flute.

### Sáo ngang và sáo dọc (Việt Nam)
Tại Việt Nam, phổ biến loại sáo 6 lỗ bấm, 1 lỗ thổi, 1 lỗ âm cơ bản và 2 lỗ treo dây/định âm, âm vực rộng 2 quãng 8, được làm bằng trúc hoặc nứa theo hệ thất cung. Một số sáo cải tiến có nhiều lỗ bấm hơn để thổi các nốt thăng/giáng. Ngoài ra còn có sáo dọc, loại sáo này sử dụng đầu ngậm để thổi nên dễ điều khiển luồng hơi vào thân sáo để phát ra tiếng hơn sáo ngang. 
Vào giữa thế kỷ 20, Xuân Lôi, anh của nhạc sĩ Xuân Tiên đặt ra hai loại sáo 10 và 13 lỗ để đáp ứng nhu cầu của tân nhạc Việt Nam khi muốn tấu đúng cung bậc âm nhạc của Tây phương.
Tháng 10 năm 2022, Cục Sở hữu trí tuệ Việt Nam đã cấp Bằng độc quyền giải pháp hữu ích số 2989 cho Sáo cải tiến của ông Đặng Viễn Phương. Sáo cải tiến này đã thiết kế lại vị trí các lỗ thổi trên cây sáo để có thể thổi được 12 nốt trong một bát độ một cách dễ dàng.

### Recorder
Recorder là loại sáo dọc thuộc bộ nhạc cụ gỗ, thịnh hành ở châu Âu. Đặc điểm là dễ thổi và không tốn nhiều hơi, dễ điều khiển luồng hơi hơn sáo ngang. Recorder có năm loại là Sopranino, Soprano,Alto,Tenor và Bass.Có hai loại là sáo 6 lỗ và sáo 8 lỗ 

### Dizi
Dizi (笛子, bính âm: dízǐ, Hán-Việt: địch tử, có nghĩa là cây sáo) hay còn gọi là sáo Tàu, là một loại sáo đặc trưng của Trung Quốc với cấu tạo cơ bản gồm 6 lỗ bấm (các cây cải tiến có nhiều lỗ bấm hơn), 1 lỗ thoát âm và 2 lỗ buộc dây trang trí, cũng có tác dụng định âm. Các lỗ bấm này thiết kế theo hệ thống Ngũ cung của âm nhạc Trung Quốc.
Sáo Dizi sử cũng như các nhạc cụ khác của Trung Quốc (dùng sheet số) từ 1-7 lần lượt (fa, sol, la, si giáng, đô, rê và mi) khác với sáo của các nước như Việt Nam, Ấn Độ... sáo Dizi không sử dụng nốt si mà sử dụng si giáng (4b) nên thường trên cây sáo nốt si sẽ thấp hơn 1/3 - 1/4 cung để đảm bảo nốt si giáng chuẩn nhất.  Ngoài ra một đặc trưng khác của sáo Dizi là có lỗ dán màng nằm giữa lỗ thổi và những lỗ bấm để tạo âm rung. Lỗ này dán 1 màng mỏng làm từ lõi cây sậy hoặc bằng giấy bóng mỏng hoặc giấy chuyên dụng. Dizi thường có nhiều dây cước  quấn quanh thân sáo, ngoài vai trò trang trí, các dây này còn giúp cố định thân sáo chắc chắn, hạn chế các tác động và bị nứt. Dizi thường được ghép lại từ 2 đoạn thông qua khớp nối, có chạm khắc rồng hoặc hoa văn.
Có 2 nguyên liệu cơ bản làm sáo Dizi đó là trúc  đắng hoặc trúc tím, trúc đắng phổ biến hơn nhiều vì nguồn nguyên liệu dồi dào, âm thanh tốt, trúc tím ít phổ biến hơn vì khá khan hiếm, âm thanh của mỗi loại có đặc trưng và cái hay riêng.

### Bawu
Bawu (giản thể: 巴乌; phồn thể: 巴烏; bính âm: bāwū, Hán-Việt: ba ô) hay còn được gọi là sáo Mèo Trung Quốc, có nguồn gốc từ tỉnh Vân Nam, là một loại sáo dân tộc nhưng đã dần trở thành nhạc cụ tiêu chuẩn và phổ biến ở Trung Quốc, dùng trong những bản nhạc Hoa hiện đại hay truyền thống. Loại sáo này cũng được một số nhà soạn nhạc và biểu diễn phương Tây sử dụng.
Bawu có cấu trúc đầu lỗ thổi gắn lưỡi gà bằng đồng, 7 hoặc 8 lỗ bấm. Lỗ để xác định âm của cây sáo không tính bằng lỗ cuối mà bằng lỗ bấm thứ 4 tính từ lỗ thổi xa nhất. Bawu thường được làm từ trúc hoặc bằng gỗ.
Nếu kết hợp 2 thanh sáo có tông khác nhau sẽ tạo thành bawu kép (còn gọi là sáo Mèo kép), có thể thổi được nhiều quãng âm hơn.
Ngoài ra còn có bawu dọc (còn gọi là sáo Mèo dọc) dựa theo nguyên lý của bawu thổi ngang, sáo Mèo và sáo bầu. Thay vì cái bầu ốp lên, người ta thường dùng ống to hơn một chút, cấu tạo vẫn giống sáo bawu, sáo Mèo và sáo bầu. Đầu thân bawu có gắn lam (lưỡi gà) đồng. Bawu dọc có 2 tone chính là C & D. Đầu thổi của bawu dọc giống đầu thổi sao dọc Oboe dùng trong nhạc giao hưởng phương Tây. Cả bawu & dizi đều được trang trí với dây đồng tâm kết.

### Tiêu
Tiêu (giản thể: 箫; phồn thể: 簫; bính âm: xiāo) là một loại sáo trúc thổi dọc xuất xứ từ Trung Quốc. Nó cũng thông dụng ở Đông Á được thế giới biết tới. Nó thường có dạng ống trụ tròn như sáo trúc thổi ngang, nhưng khi sử dụng lại để theo phương dọc và thổi dọc theo thân ống. Tiêu thường to và dài hơn sáo, do đó âm thanh của nó trầm và mộc mạc hơn.

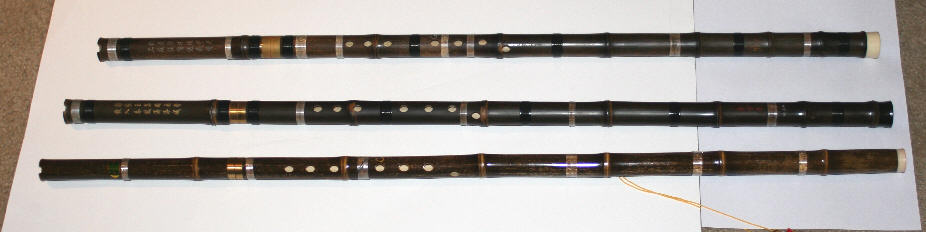
Một vài cây đỗng tiêu tone G.

 Tiêu còn có tên gọi khác là đỗng tiêu (giản thể: 洞箫; phồn thể: 洞簫; bính âm: dòngxiāo, Tên cổ của tiêu là thụ trúc địch (tiếng Trung: 豎竹笛; bính âm: shùzhúdí).

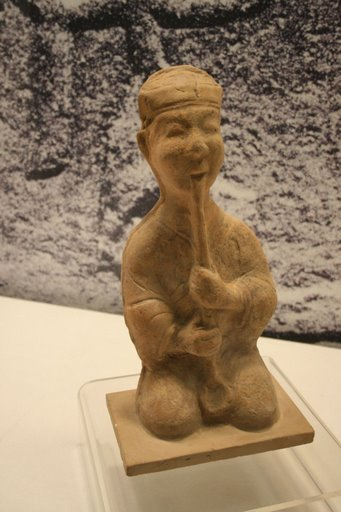
Tượng gốm thời nhà Hán mô tả một nhạc công chơi tiêu, tỉnh Tứ Xuyên

Ống tiêu có đường kính từ 17 mm đến 25 mm, dài từ 40 đến 50 cm. Người ta có thể bịt kín đầu ống bằng 1 mấu, khoét lỗ thổi ở 1 góc. Bên gờ miệng ống người ta khoét một lỗ hình bán nguyệt để thổi. Nếu tiêu không có ấu đầu (để rỗng suốt) thì người diễn phải dùng cằm để bịt kín đầu ống khi thổi qua lỗ thổi.
Lỗ âm cơ bản và lỗ treo nếu có thì thường nằm ở cuối ống tiêu. Tiêu gồm có 6 lỗ bấm, 5 lỗ khoét thẳng hàng với lỗ thổi, còn 1 lỗ nằm ở mặt sau cho ngón cái của tay trái sử dụng. Sở dĩ phải khoét 2 lỗ bấm ở phía sau vì ống tiêu dài, đường kính rộng, muốn đạt được các âm theo yêu cầu, các lỗ bấm phải khoét cách xa nhau, nếu 6 lỗ đều khoét trên một hàng thẳng, các ngón tay không đủ sức gang ra để bấm.

### Sáo Mèo
Sáo Mèo là loại nhạc cụ của người H'Mông miền Bắc Việt Nam và Trung Quốc. Đặc trưng của sáo Mèo là ở đầu lỗ thổi có gắn thêm lưỡi gà (còn gọi là lam) bằng đồng, và bên dưới cây sáo, gần lỗ thổi có thêm 1 lỗ bấm. Cách thổi của sáo Mèo khác với sáo thông thường. Sáo Mèo Việt Nam phân biệt thành hai loại riêng là sáo Mèo nam/sáo Mèo nữ (sáo Mèo nam có đường kính ống sáo lớn hơn hẳn sáo Mèo nữ). Lam sáo Mèo cũng có nhiều dạng khác nhau, mỗi loại có ưu nhược điểm riêng.
Sáo Mèo có âm sắc dân tộc vùng núi. Tuy nhiên, đây là loại sáo khó chế tạo và tuổi thọ không cao vì lưỡi gà dễ hư, khó sửa chữa hoặc thay thế.

### Sáo bầu
Sáo bầu (giản thể: 葫芦丝; phồn thể: 葫蘆絲; bính âm: húlúsī, Hán-Việt: hồ lô ti, nghĩa là tơ hồ lô, ý chỉ âm thanh mượt mà như sợi tơ) hay còn được gọi là sáo bầu tơ, là một loại sáo của dân tộc thiểu số Trung Quốc (ví dụ như người A Xương, người Miêu) với nguồn gốc lâu đời từ trước công nguyên, có hình dạng một quả bầu hồ lô với phần đầu dùng để thổi, phần đáy cắm liền với 3 cây sáo ngắn: một cây thổi chính và 2 cây dùng để bè, kèm theo đó 3 miếng lưỡi gà. Thân quả bầu đóng vai trò như hộp âm của cây sáo, bên ngoài có thể được vẽ, khắc trang trí hoa văn hoặc không.
Ống sáo chính của sáo bầu có khoét 7 lỗ dùng để bấm. Hai ống phụ chỉ để tạo hoà âm.
Sáo bầu có âm lượng tương đối nhỏ nhưng êm dịu.

### Khlủi

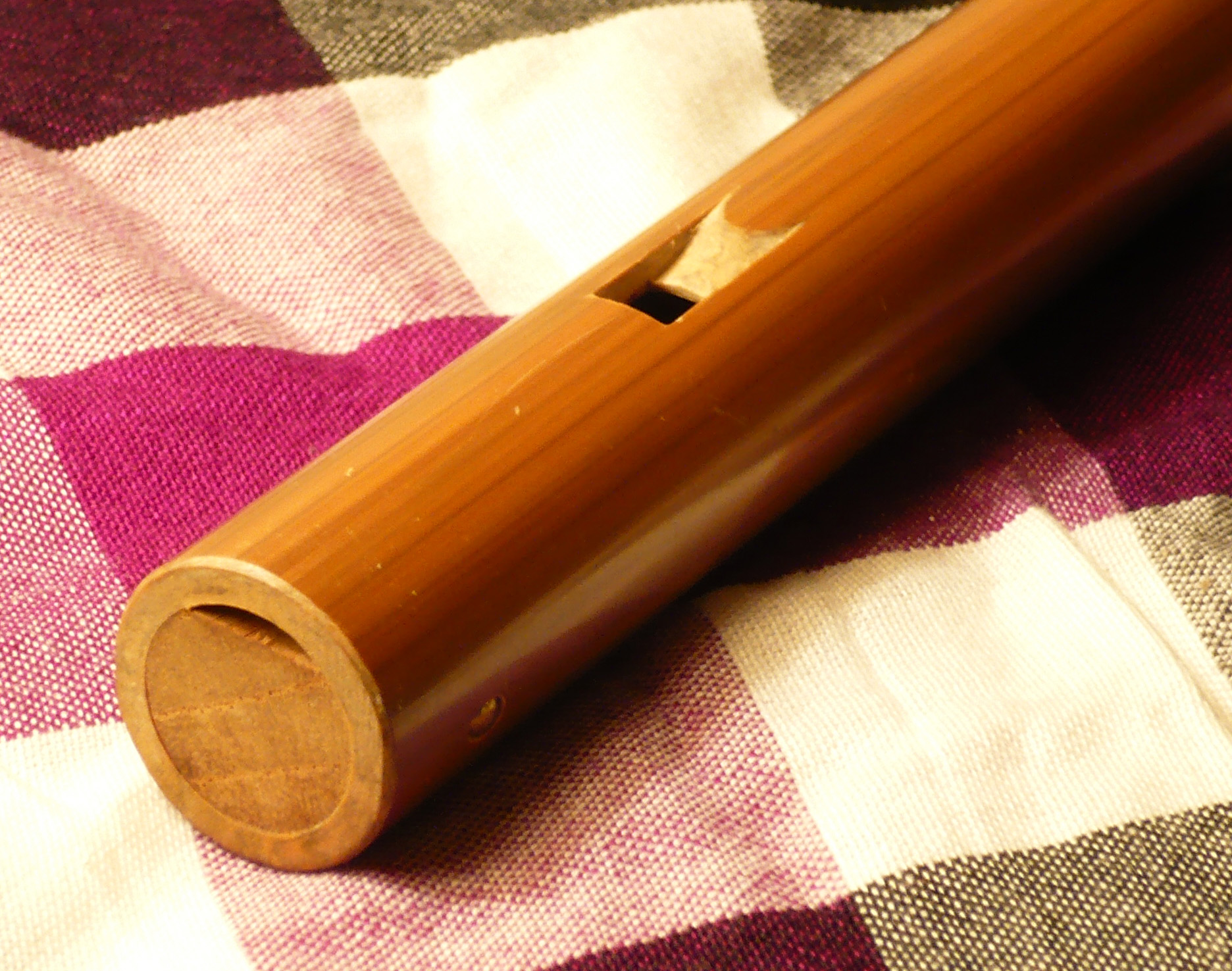
Lỗ thổi của cây khlủi

Khlủi (tiếng Thái: ขลุ่ย) là một loại sáo dọc từ Thái Lan. Xuất xứ trước hoặc trong thời kỳ Sukhothai (1238-1583AD) cùng với nhiều nhạc cụ Thái. Tuy nhiên, nó đã chính thức được ghi nhận như một công cụ Thái bởi vua Trailokkanat (1431-1488), người đã thiết lập mô hình chính thức của các cụ. Nó là một công cụ reedless, thường làm bằng tre, mặc dù công cụ này cũng được làm từ gỗ cứng hoặc nhựa. Sau nhiều thế hệ thay đổi, nó tồn tại cho đến ngày nay.
Có ba loại Khlui, đó là vẫn còn phổ biến cho tới ngày nay là khlui phiang aw (khlủi phiềng au),khlui lib (khlủi líp) và khlui u (khlủi u).

### Pí Phu Thái

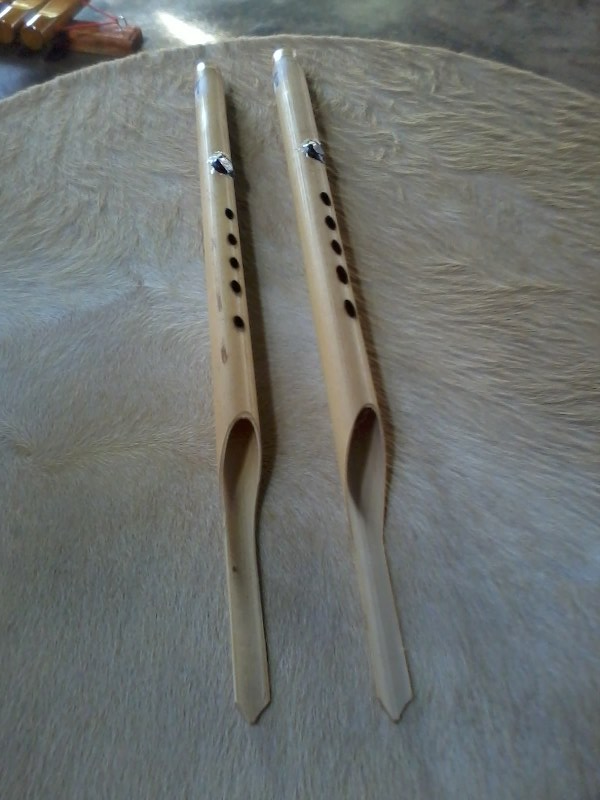
Hai cây pí Phu Thái

Pí Phu Thái (tiếng Thái: ปี่ภูไท) hay pí Luk Kha (ปี่ลูกแคน) là một nhạc cụ của dân tộc Phu Thái thuộc các tỉnh như Nakhon Phanom, Udon Thani, Mukdahan ở phía đông bắc của Thái Lan và trong Savannakhet, các quận Xiengkhuang và Khammuane ở Lào. Hầu hết các loại sáo này đã biến mất. Bởi vì tre hoặc nứa đang bắt đầu khan hiếm vì pí Phu Thái không có nhiều như ngày xưa  tương tự như sáo pí của miền bắc vì nó có lưỡi gà làm bằng kim loại, như vàng, đồng.Âm thanh pí Phu Thái nghe giống như tiếng sáo ba ô Trung Quốc hay sáo mèo.
Pí Phu Thái là ống nứa tép dài từ 20 đến 60 cm, đường kính từ 1,5 đến 2 cm. Nó có 1 đầu bịt mấu kín, ngay sát mấu kín là 1 lỗ hình chữ nhật có cạnh ngắn 1 cm và cạnh dài 2 cm, được bịt kín bằng đầu bát mỏng chứa lưỡi gà tam giác, phần dưới của nó nhọn và được cắt vát chéo.

### Pí chum
Pí chum (ปี่จุม) là loại sáo thổi gắn lưỡi gà của người Thái vùng Làn Nà  làm từ ống nứa tép hoặc tre. Nó được dùng để đệm hát cho dân ca Làn Nà,  theo phân loại về kích thước thì pí chum có các loại sau:
- Pí mae (ปี่แม่): Pí giọng trầm 8 lỗ
- Pí klang (ปี่กลาง): có âm vực trung bình.
- Pí koi (ปี่เล็ก): dài từ 30 đến 40 cm, đường kính to hơn hoặc bằng 1 cm
- Pí lek (ปี่เล็ก): Âm vực cao của nó không khác gì sáo ba ô hay sáo mèo nữ Trung Quốc.

### Sáo Flute
Flute thường dùng trong hoà tấu dàn nhạc phương Tây, có thân và nút bấm nổi bằng kim loại, nó có độ dài khoảng 2 feet (60,96 cm).
Ống sáo được chia làm 3 phần để dễ dàng di chuyển và bảo quản: phần đầu, phần thân và phần chân. Mỗi phần sẽ mang một nhiệm vụ riêng và đòi hỏi người chơi phải thật sự am hiểu về nhạc lý.
- Phần đầu người chơi có thể tự điều chỉnh tone qua về độ cao thấp của cây sáo.
- Phần thân có 13 phím, mỗi phím bịt lên 1 lỗ, người thổi sẽ đóng mở phím trên các lỗ để tạo ra những nốt nhạc khác nhau.
- Phần chân là phần đối ngược với phần đầu.

### Sáo ống (panflute/panpipes)
Sáo ống là một trong những nhạc cụ cổ xưa nhất của nhạc cụ bộ hơi, bắt nguồn từ châu Âu cổ đại và sáo ống Trung Quốc (thược). Sáo ống có hình dạng như khèn của các dân tộc Đông Nam Á, gồm nhiều ống ghép lại với nhau. Có thể ghép cong hoặc thẳng. Sáo ống dạng thẳng còn có tên gọi là siku.

### Wot Thái Lan

Sáo wot của Thái Lan

Wot hay vot (tiếng Thái: โหวด) là loại sáo panpipe tròn được sử dụng trong âm nhạc truyền thống của Lào và vùng Isan ở đông bắc Thái Lan. Nó đã trở thành một trong những nhạc cụ ở Thái Lan vài thập kỷ trước, theo Songsak Pratumsin (Giảng viên, Đại học Nghệ thuật Sân khấu Thái Lan), người đã phát minh ra vào năm 1968.
Các wot thường được làm bằng thân cây tre hoặc Ku (một loại gỗ). Nói chung, âm thanh được tạo ra bằng cách thổi. Âm lượng cao hay thấp phụ thuộc vào đường kính và chiều dài của wot hoặc cụ thể hơn, nó phụ thuộc vào công suất âm lượng của gió đi qua wot. Nếu công suất cao, nó cho âm thanh thấp và ngược lại.
Wot tiêu chuẩn bao gồm 13 miếng gỗ và có thể tạo ra bốn nốt theo thang ghi chú Isan, đó là Sol, La, Do và Re có thể phát nhạc chính hoặc chỉ một vài nét. Các phím cũng có thể được điều chỉnh bằng cách tăng các ghi chú cho các mẫu khóa cao hơn là La, Do, Re, Mi, Fa và Sol. Wot nói chung có thể tạo các phím thoại lên đến 6 nốt, có thể phát cho mẫu lớn hơn. Hơn nữa, các wots tùy chỉnh với bảy nốt có thể được phát cho quy mô âm nhạc đầy đủ, thường khó hơn các nốt bình thường.
Có các loại wot khác nhau như:
1. Tail swing wot: Wot trước đây là một thiết bị để giải trí thường không được coi là một nhạc cụ chuyên nghiệp vì nó hoạt động nhiều hơn như một món đồ chơi. Trong quá khứ, loại wot này bao gồm lõi, được làm bằng thân tre đã phát triển trong một thời gian thích hợp.
2. Wot dạng chuông gió: Wot này đã được cải thiện bởi Songsak Pratumsin bằng cách sử dụng các tính năng chính của Tail Wot. Nó chỉ tạo ra năm nốt, theo đặc điểm của mẫu dân gian.
3. Panel wot
4. Tail Wot (được sử dụng để chơi cho nhịp điệu vui vẻ và vui vẻ và dễ chơi): Wot này được sử dụng trong mùa thu hoạch khi nông dân có một hoạt động phổ biến được gọi là Cạnh tranh ném Wot ném. Người nào ném được wot xa nhất là người chiến thắng. Tail Wot tạo ra hai loại tiếng ồn là bass và treble, nhưng không sắp xếp thành các nốt cũng như không điều chỉnh âm thanh phát nhạc. Vì vậy, nó không được coi là một nhạc cụ.

### Ocarina
Ocarina là dạng sáo thường được làm từ gốm sứ, tuy nhiên ngày này cũng có thể làm từ những nguyên liệu khác như nhựa, gỗ, thủy tinh, kim  loại hoặc xương động vật. Ocarina có rất nhiều biến thể, nhưng thường là một không gian kín có từ 4 đến 12 lỗ bấm và 1 lỗ thổi, có thể trang trí nhiều hình vẽ, màu sắc, hoa văn trên bề mặt hoặc không.

### Bansuri
Bansuri là loại sáo ngang của người vùng Nam Á, nhất là Ấn Độ được làm từ một trục rỗng duy nhất của tre với sáu hoặc bảy lỗ ngón tay. Nó được gắn liền với những câu chuyện tình yêu của Krishna và Radha và cũng được mô tả trong tranh Phật giáo va đạo Hindu từ khoảng 100 CE. Bansuri được tôn kính như là công cụ của Thiên Chúa Chúa Krishna và thường được kết hợp với Krishna Rasa lila; tài khoản trong thần thoại nói về các giai điệu của tiếng sáo của Krishna có một hiệu ứng đầy mê và khuất phục không chỉ về những người phụ nữ của Braj, nhưng ngay cả trên các động vật của khu vực. Các bansuri Bắc Ấn Độ, thường khoảng 14 inch chiều dài, được sử dụng như một công cụ chủ yếu cho soprano đệm trong tác phẩm nhẹ hơn bao gồm cả nhạc phim. Sự đa dạng bass (khoảng 30 ", E3 tăng lực với A440Hz), đi tiên phong bởi Pannalal Ghosh bây giờ đã là không thể thiếu trong Hindustani âm nhạc cổ điển trong hơn nửa thế kỷ. Bansuri có kích thước từ nhỏ hơn 12" đến gần 40".

### Sáo chơi bằng mũi
Sáo mũi là loại nhạc cụ được chơi phổ biến trong cộng đồng các dân tộc Polynesia và vùng Vành đai Thái Bình Dương. Các phiên bản khác được tìm thấy ở Châu Phi.

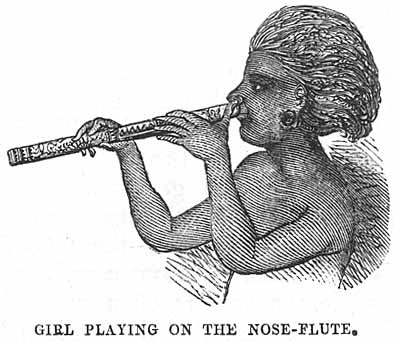
Tranh vẽ cô gái dân tộc Fiji thổi sáo bằng mũi

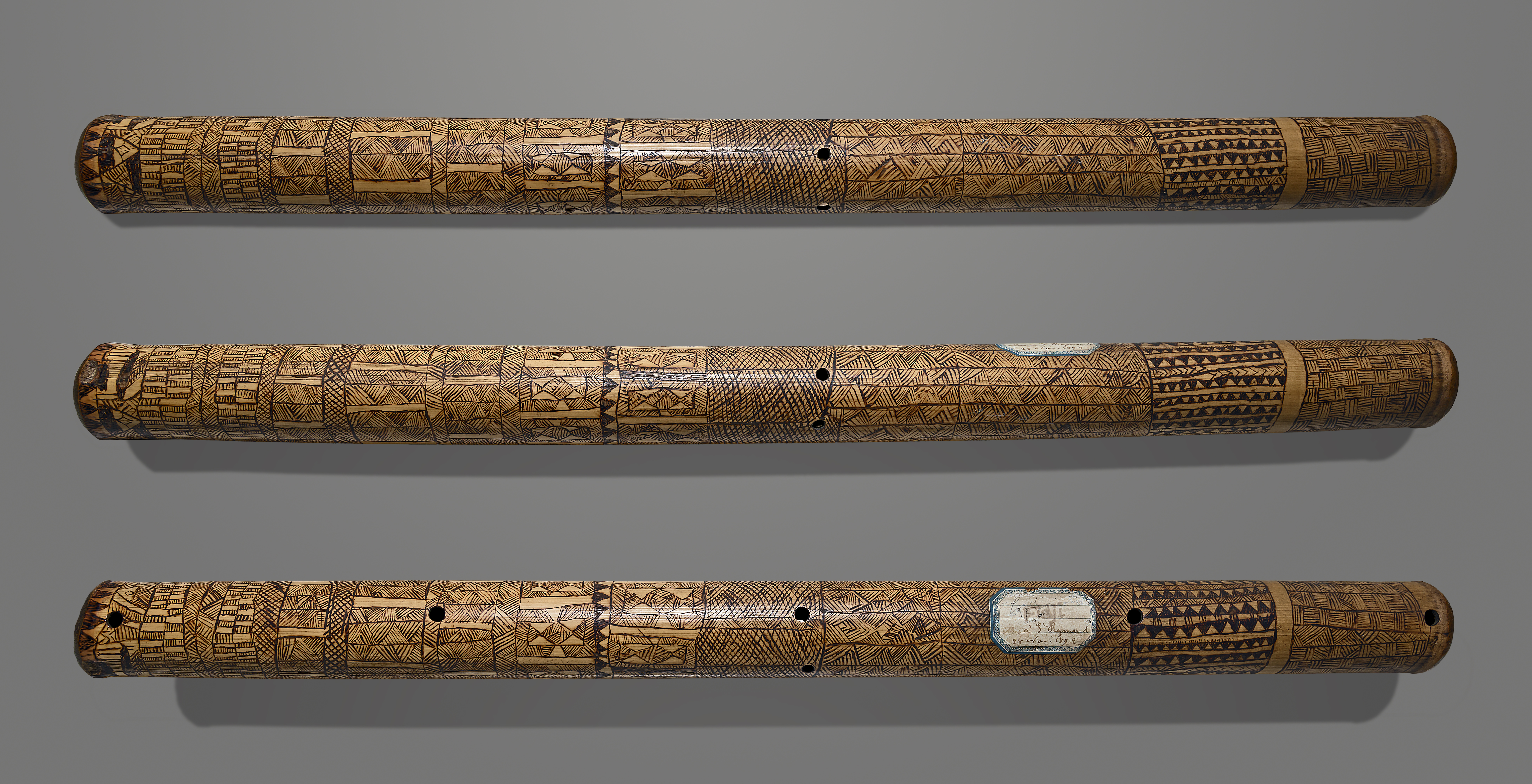
Sáo mũi Fiji

#### Hawaii
Ở Bắc Thái Bình Dương, ở các đảo Hawaii , sáo mũi là một nhạc cụ tán tỉnh phổ biến.. Trong tiếng Hawaii, nó được gọi khác nhau là hano , "sáo mũi" bằng thuật ngữ cụ thể hơn là ʻohe hano ihu , " sáo trúc [dùng] mũi," hoặc ʻohe hanu ihu , " sáo tre [dùng bằng cách] thở mũi".
Nó được làm từ một đoạn tre. Theo Nghệ thuật và Thủ công mỹ nghệ Hawai`i của Te Rangi Hiroa, những cây sáo cổ trong bộ sưu tập của Bảo tàng Bishop có một lỗ ở mũi để lấy hơi và hai hoặc ba lỗ bấm. Trong đó, một lỗ bấm được đặt gần lỗ thổi. Chiều dài từ 10–21 inch (250–530 mm).
Truyền thống truyền miệng trong các gia đình khác nhau nói rằng số lượng lỗ xỏ bấm dao động từ một đến bốn, và vị trí của các lỗ khác nhau tùy thuộc vào gu âm nhạc của người chơi. Mặc dù chủ yếu là một nhạc cụ tán tỉnh được chơi riêng tư và để thưởng thức cá nhân, nó cũng có thể được sử dụng cùng với các bài thánh ca, bài hát và hula . Kumu hula (các bậc thầy khiêu vũ), được cho là có thể tạo ra âm thanh sáo như thể nó đang tụng kinh, hoặc tụng kinh khi họ chơi.  Kumu hula Leilehua Yuen là một trong số ít nhạc sĩ Hawaii đương đại biểu diễn bằng sáo mũi theo cách này.

#### Congo
Ở Congo , sáo mũi được chơi bởi tám nhóm dân tộc. 

#### Philippines
Ở Philippines , sáo mũi ( pitung ilong trong tiếng Tagalog), hoặc kalaleng của người Bontok phía bắc (tiếng tongali của người Kalinga ), được chơi với mép hướng về phía trước của lỗ mũi phải hoặc trái . Vì kalaleng dài và có đường kính trong hẹp, nên có thể phát ra các sóng hài khác nhau bằng cách thổi quá mức — ngay cả khi luồng không khí khá yếu từ một lỗ mũi. Như vậy, cây sáo mũi này có thể chơi các nốt trong phạm vi hai quãng tám rưỡi . Các lỗ bấm ở mặt bên của ống tre thay đổi độ dài hoạt động, tạo ra nhiều quy mô khác nhau. Người chơi bịt lỗ mũi bên kia để tăng lực thở qua ống sáo.

#### Đài Loan

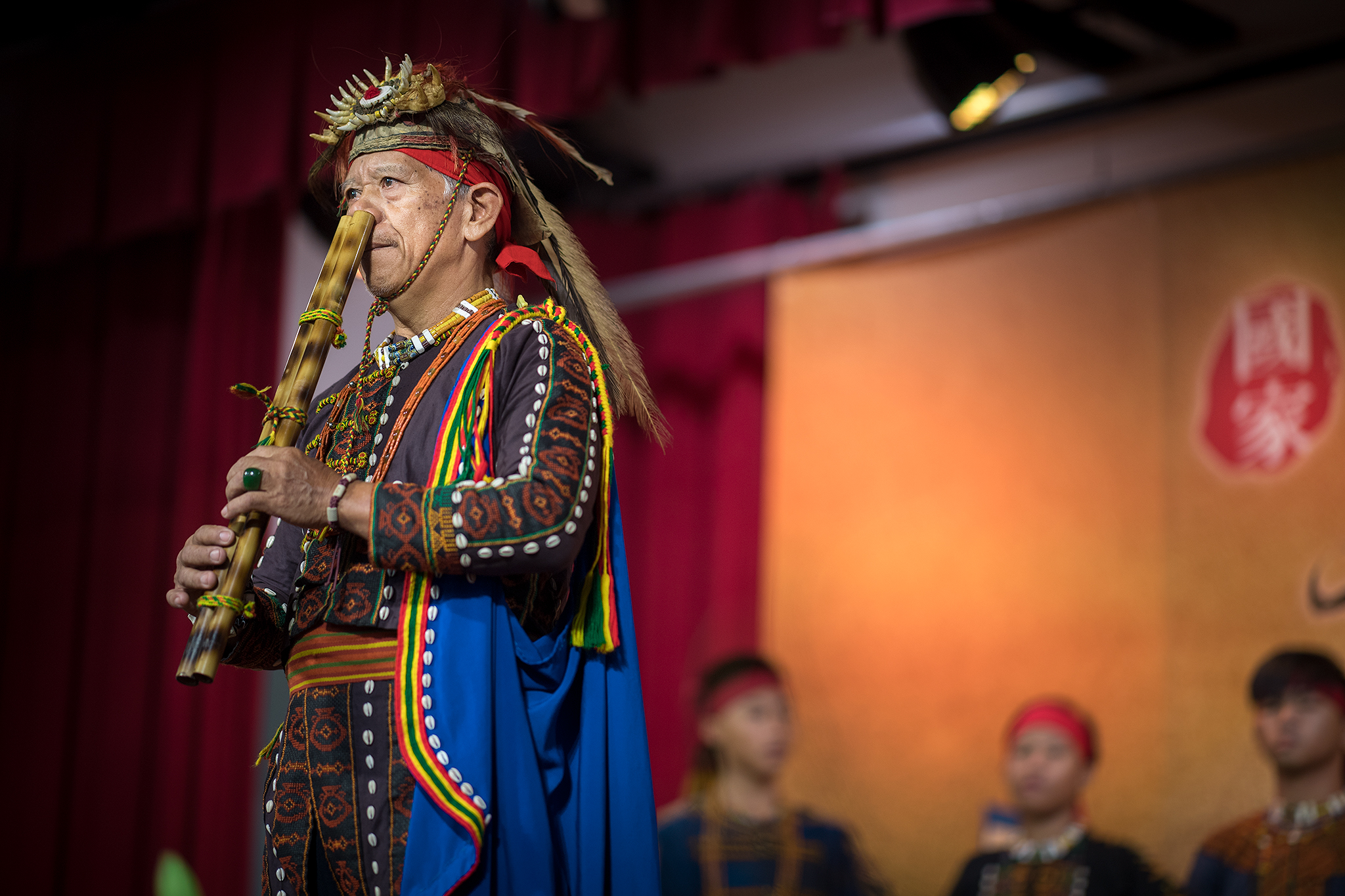
Một nhạc công dân tộc Bài Loan, miền Nam Đài Loan chơi sáo mũi đôi

Ở miền Nam Đài Loan , người Bài Loan chơi sáo mũi ống đôi. Họ cũng chơi sáo miệng ống đôi. 

#### New Zealand

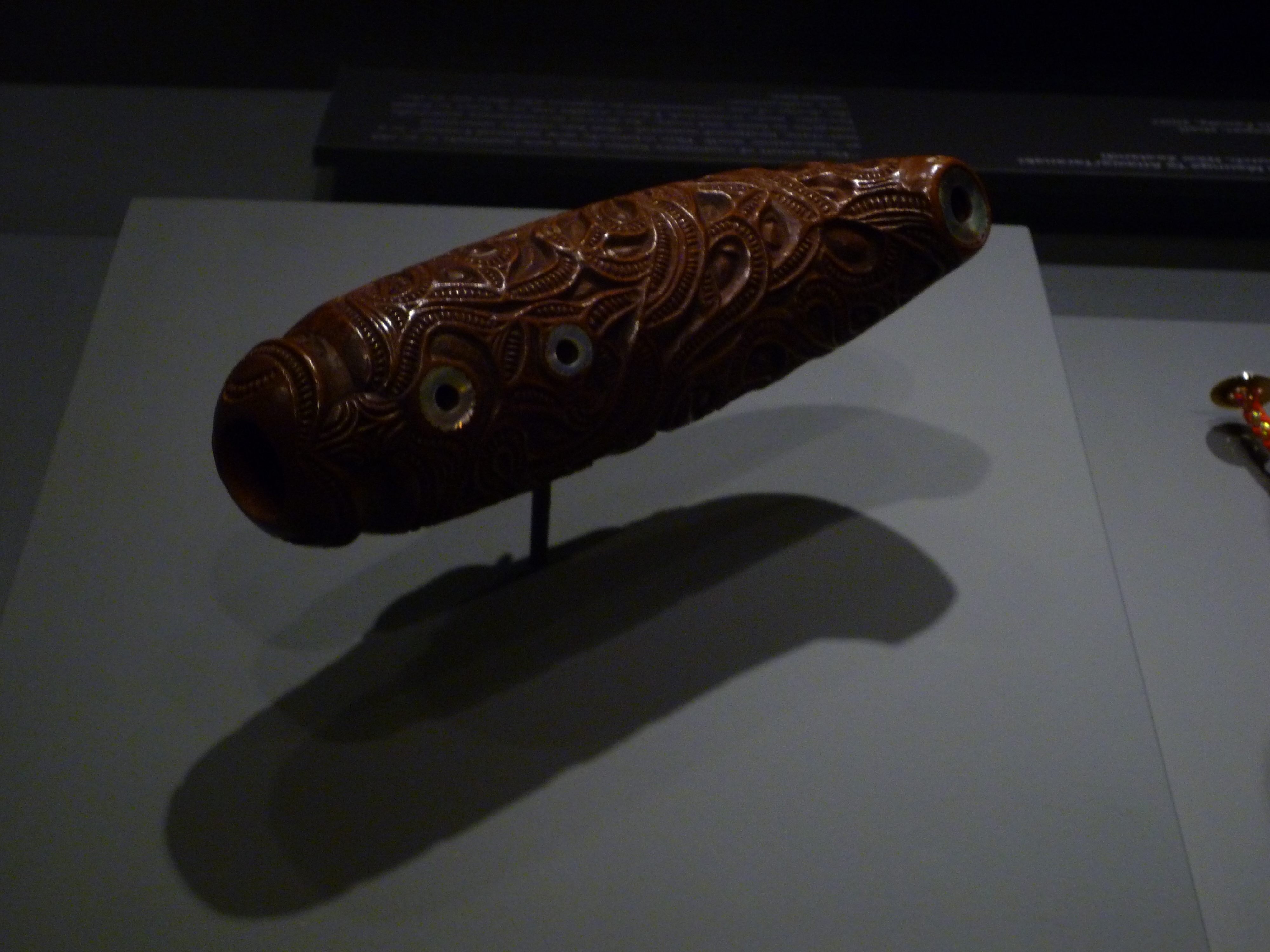
Nguru từ New Zealand

Trong lịch sử ở New Zealand , dân tộc Maori đã chạm khắc sáo mũi nguru từ gỗ, thân của một quả bầu và răng của cá voi. Nguru thường được trang trí bằng những chạm khắc rất tinh xảo, phù hợp với những gì được coi là một vật linh thiêng. Mặc dù Nguru thường được gọi là sáo mũi, nhưng nó chỉ là những nhạc cụ nhỏ hơn có thể chơi bằng mũi, phổ biến hơn là Nguru được chơi bằng miệng.
Māori kōauau ponga ihu, một loại sáo mũi bầu , cũng là một phần của truyền thống sáo mũi; lưu ý rằng một loại sáo mũi bầu có cấu tạo tương tự, ipu ho kio kio cũng được sử dụng ở Hawaii. Người chế tạo sẽ tạo một lỗ mũi trên cổ (hoặc thân) của quả bầu, bằng cách cắt bỏ cổ ở một mặt cắt ngang khá nhỏ. Lỗ nhỏ này được đặt dưới lỗ mũi của người chơi, để tạo ra âm thanh của sáo. "Kōauau ponga ihu" hoạt động như một ocarina trong các nguyên tắc âm thanh của nó. Có thể thu được một số nốt của thang âm bằng cách khoan lỗ bấm vào "bát" của quả bầu.

#### Tonga
Một biến thể, sáo mũi 'Fangufangu' của đảo Tonga được làm với các thành nút nguyên vẹn ở cả hai đầu của ống tre, với các lỗ mũi ở phía trước các nút (cùng với lỗ bấm bên) và một lỗ ở giữa ống, hoạt động như một lỗ thông hơi, và thế chỗ của đầu đã mở. Vì vậy, 'Fangufangu' có thể được chơi từ cả hai đầu, và vị trí của các lỗ bấm khác nhau giữa các nút và lỗ thông hơi nên có thể chơi hai thang âm xen kẽ, nhưng chỉ một thang âm tại một thời điểm.

### Sáo ống (pan flute)
Sáo ống là một loại nhạc cụ hoạt động dựa trên nguyên tắc của một ống kín , bao gồm nhiều ống có chiều dài tăng dần (và đôi khi có chu vi). Nhiều loại sáo ống đã được sử dụng phổ biến như một nhạc cụ dân gian. Các đường ống thường được làm từ tre, trúc, hoặc lau sậy địa phương. Các vật liệu khác bao gồm gỗ, nhựa, kim loại, ngà voi hoặc xương động vật.
Sáo bài tiêu (giản thể: 排箫; phồn thể: 排簫; bính âm: páixiāo) của Trung Quốc được phát hiện sớm nhất cho đến nay trên thế giới là loại sáo ống bằng xương vào đầu thời Tây Chu cách đây 3000 năm. Một điểm khác biệt chính giữa sáo bài tiêu của Trung Quốc và các loại pan flute được sử dụng trong truyền thống Châu Âu và Nam Mỹ, đó là ở phần trên cùng của nhạc cụ Trung Quốc, các lỗ trên ống đều được cắt theo góc hoặc có khía. Điều này cho phép bẻ cong cao độ với công suất tương tự như động tiêu xuống một phần nhỏ. Điều này cho phép bài tiêu của Trung Quốc có đầy đủ sắc độ mà không bị mất âm sắc. Phương pháp thổi như vậy là giữ đầu khung bằng cả hai tay, với ống ngậm hướng về phía trước, đặt môi dưới lên ống ngậm, tìm và thổi từng ống. Hai cây bài tiêu cổ được khai quật từ lăng mộ của Tăng hầu Ất vào thời Chiến quốc cách đây hơn 2400 năm. Chúng có hình dạng giống như đôi cánh của một con Phượng hoàng. Tất cả đều được làm từ 13 ống tre có độ dài khác nhau xếp lần lượt và được quấn bằng ba ống tre. Bề mặt được trang trí bằng các hoa văn ba góc màu đỏ trên nền đen. Trong thời cổ đại, đôi nam nữ thường được sử dụng như một bản hòa tấu để biểu diễn lẫn nhau, giống như những màn song ca nam nữ.
Trong suốt 1600 năm từ thời Xuân Thu đến cuối thời Đường, số lượng và độ dài của sáo bài tiêu đã khác nhau, được truyền bá qua các thời đại và được cải tiến bởi các nhạc cụ.
Trong Viện âm nhạc Trung Quốc ở Bắc Kinh, có một chiếc bài tiêu được làm vào thời Càn Long (1736-1795) của nhà Thanh. Tổng cộng có 16 ống. Mỗi ống được khắc một tên âm thanh. Thủ công rất tinh tế và hình dạng đẹp. Có hai con rồng vàng bay lên từ những đám mây trên khung thiết lập.

## Nguyên liệu làm sáo
Sáo thường được làm từ tre, trúc, nứa hoặc gỗ, ngoài ra còn có thể làm từ nhựa, kim loại (nhôm, inox), xương,... hoặc thậm chí bằng vàng. Mỗi loại vật liệu cho ra một âm sắc đặc trưng khác nhau. Chất lượng vật liệu ảnh hưởng rất lớn đến chất lượng âm thanh mà cây sáo phát ra. Riêng với sáo trúc, nứa thì vật liệu dùng để làm sáo thường là cây trưởng thành hoặc tốt hơn là loại đã già, nhiều năm tuổi (nhưng không quá già), âm chắc, đanh, không sâu bệnh hay mối mọt.
Sáo làm từ nhựa hoặc kim loại thường chế biến công nghiệp nên độ chuẩn xác của nốt cao, ít bị sai lệch. Sáo trúc, nứa hoặc gỗ thường chế tạo thủ công nên độ chuẩn xác đòi hỏi rất nhiều ở vật liệu và tay nghề của người chế tạo. Tuy nhiên, các loại sáo này lại cho ra âm sắc hay hơn.

## Các tông của sáo
Sáo được chế tạo với nhiều tông (tone) khác nhau. Các tông của sáo được liệt kê theo thứ tự từ cao đến thấp như sau:
- Tần âm cao

Sol cao(G5)
Fa cao (F5)
Mi cao (E5)
- Tần âm trung

Re cao (D5)
Do thăng cao/ Re giáng cao (C#5/Db5)
Do trung (C5)
Si (B4)
Si giáng/La thăng (Bb4 hoặc A#4)
- Tần âm trầm

La trầm (A4)
La giáng trầm/Sol thăng trầm (Ab4 hoặc G#4)
Sol trầm (G4)
Sol giáng trầm/Fa thăng trầm (Gb4 hoặc F#4)
Fa trầm (F4)
Mi trầm (E4)
Mi giáng trầm (Eb4)
Re trầm (D4)
Re giáng trầm/Do thăng trầm (Db4 hoặc C#4)
Do trầm (C4)
- Tần âm siêu trầm

Si trầm (B3)
Si giáng trầm/La thăng trầm (Bb3 hoặc A#3)
La trầm (A3)
Sol trầm (G3)
Các tông cao hơn hoặc thấp hơn vẫn có thể chế tạo nhưng rất hiếm khi được sử dụng.

## Sáo trong dân gian
Trong âm nhạc các nước Á Đông, sáo thuộc loại Trúc (nhạc khí dùng hơi để thổi và thường được làm từ cây trúc, tre) trong bát âm (gồm 8 chủng loại nhạc khí khác nhau là Thạch – Thổ – Kim – Mộc – Trúc – Bào – Ti – Cách).
Trong nghệ thuật đờn ca tài tử nói riêng, sáo thuộc bộ hơi. Nó là một phần không thể thiếu trong các buổi biểu diễn; tiếng sáo vi vu, trong trẻo hay những âm thanh buồn rầu đau thương cũng từ sáo mà ra. Trong tác phẩm nổi tiếng ''Vợ chồng A Phủ'' (1952) của Tô Hoài có chi tiết tiếng sáo đêm xuân, tiếng sáo ngân nga, êm dịu đã đánh thức tâm hồn của Mị. Tiếng sáo được miêu tả chi tiết từ xa đến gần và hơn nữa, hình ảnh này đầy sức gợi hình, gợi cảm về một miền núi phía Tây Bắc, trong núi rừng mùa xuân.
Trong các bức tranh dân gian miêu tả đồng quê yên ả ta thường thấy một hình ảnh rất quen thuộc của một mục đồng nhỏ tuổi cưỡi trâu thổi sáo. Nó như một biểu tượng của làng quê Việt Nam, một hình ảnh biểu trưng cho văn hóa dân tộc.

## Tác phẩm tiêu biểu của Sáo Trúc (Việt Nam)
- Cánh chim tự do - St Triệu Tiến Vượng 
- Bình Minh Quê Hương - St Đức Liên
- Trên đường chiến thắng - St Đinh Thìn

## Sách tham khảo
- Buchanan, Donna A. 2001. "Bulgaria §II: Traditional Music, 2: Characteristics of Pre-Socialist Musical Culture, 1800–1944, (iii): Instruments". The New Grove Dictionary of Music and Musicians, second edition, edited by Stanley Sadie and John Tyrrell. London: Macmillan Publishers.
- Crane, Frederick. 1972. Extant Medieval Musical Instruments: A Provisional Catalogue by Types. Iowa City: University of Iowa Press. ISBN 0-87745-022-6
- Galway, James. 1982. Flute. Yehudi Menuhin Music Guides. London: Macdonald. ISBN 0-356-04711-3 (cloth); ISBN 0-356-04712-1 (pbk.) New York: Schirmer Books. ISBN 0-02-871380-X Reprinted 1990, London: Kahn & Averill London: Khan & Averill ISBN 1-871082-13-7
- Loewy, Andrea Kapell. 1990. "Frederick the Great: Flutist and composer". College Music Symposium 30 (1): 117–125. JSTOR 40374049. The famous Prussian king (1712–1786) was a composer and patron of music.
- Phelan, James, 2004. The complete guide to the flute and piccolo: From acoustics and construction to repair and maintenance, second edition. [S.l.]: Burkart-Phelan, Inc., 2004. ISBN 0-9703753-0-1
- Putnik, Edwin. 1970. The Art of Flute Playing. Evanston, Illinois: Summy-Birchard Inc. Revised edition 1973, Princeton, New Jersey and Evanston, Illinois. ISBN 0-87487-077-1
- Toff, Nancy. 1985. The Flute Book: A Complete Guide for Students and Performers. New York: Charles's Scribners Sons. ISBN 0-684-18241-6 Newton Abbot: David & Charles. ISBN 0-7153-8771-5 Second Edition 1996, New York: Oxford University Press. ISBN 0-19-510502-8
- Wye, Trevor. 1988. Proper Flute Playing: A Companion to the Practice Books. London: Novello. ISBN 0-7119-8465-4
- Maclagan, Susan J. "A Dictionary for the Modern Flutist", 2009, Lanham, Maryland, USA: Scarecrow Press. ISBN 978-0-8108-6711-6